# Castelnau-le-Lez
Castelnau-le-Lez är en kommun i departementet Hérault i regionen Occitanien i södra Frankrike. Kommunen ligger i kantonen Castelnau-le-Lez som tillhör arrondissementet Montpellier. År 2022 hade Castelnau-le-Lez 25 404 invånare.

## Befolkningsutveckling
Antalet invånare i kommunen Castelnau-le-Lez
Referens:INSEE

## Vänorter
- Plankstadt, Tyskland
- Argenta, Italien
- San Fernando de Henares, Spanien